# Parque Nacional Marinho da Ilha Lampi

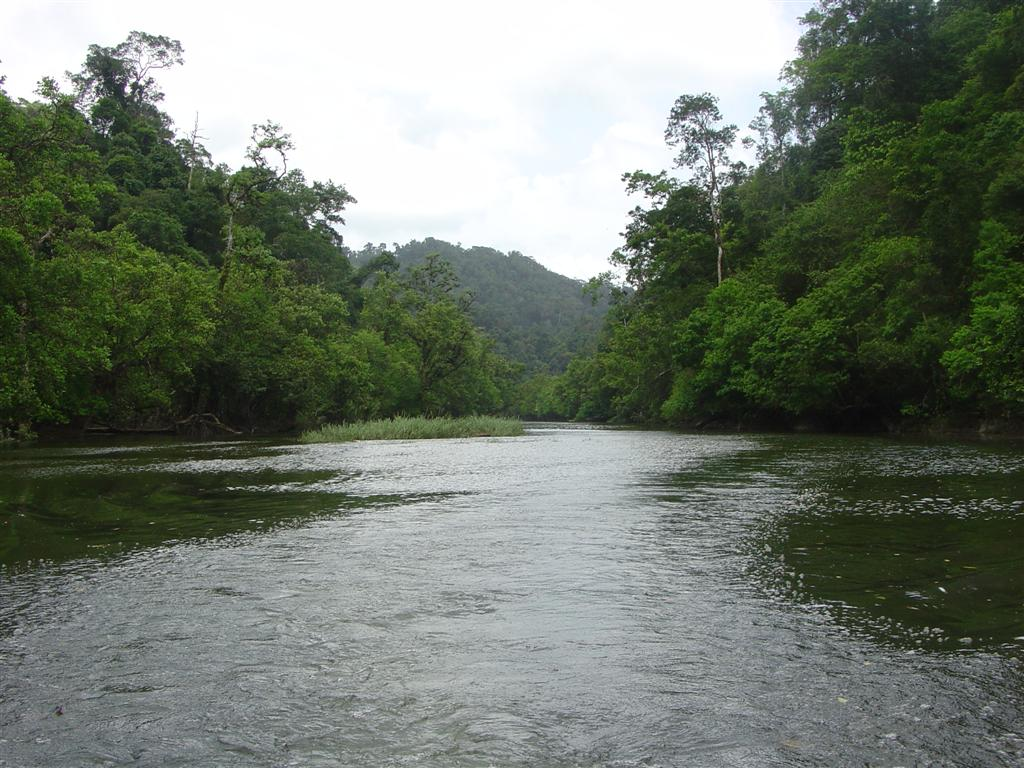
Rio Lampi.

O Parque Nacional Marinho da Ilha Lampi é um parque nacional marinho em Myanmar que cobre 204 quilómetros quadrados. Foi criado em 1996. Abrange a Ilha Lanbi e várias ilhas menores do Arquipélago de Mergui, englobando recifes de coral, tapetes de ervas marinhas, manguezais, dunas de areia e floresta tropical perene até uma altitude de 455 metros. O parque nacional é uma área importante para pássaros e um dos parques do património da ASEAN. O acesso é restrito a visitas durante o dia.